# Изварино (деревня, Москва)
Изварино — деревня в Новомосковском административном округе Москвы (до 1 июля 2012 года была в составе Ленинского района Московской области). Входит в состав района Внуково. Население — 179 чел. (2010).

## География
Деревня расположена на правом берегу реки Ликовы, в трёх километрах от Минского шоссе, в двух километрах от Киевского шоссе. Ближайшая железнодорожная станция — Внуково Киевской железной дороги.
В деревне 6 улиц — Ильинская, Изваринская, а также 1-я, 2-я, 3-я и 4-я Изваринские. Связана автобусным сообщением с аэропортом Внуково, станцией метро Тёплый Стан, станцией метро Саларьево, городами Московский, Видное и Одинцово.

## Население
| 1852 | 1859 | 1890 | 1899 | 1926 | 2002 | 2006 |
| ---- | ---- | ---- | ---- | ---- | ---- | ---- |
| 193  | ↘96  | ↘95  | ↘91  | ↗167 | ↘76  | ↘64  |
| 2010 |      |      |      |      |      |      |
| ↗179 |      |      |      |      |      |      |

## История
К селу с северной стороны примыкает территория церкви Ильи Пророка, построенной в русском стиле в 1904 году, и кладбище. До середины XX века рядом сохранялась и прежняя, деревянная, церковь, сгоревшая (или разобранная со время войны на дрова).
В середине XIX века село Изварино относилось к 1-му стану Звенигородского уезда Московской губернии и принадлежало дочери генерал-поручика Нефедьевой А. И., в селе была православная церковь, проводилась ярмарка, крестьян 93 души мужского пола и 100 душ женского.
В «Списке населённых мест» 1862 года Изварино (Васильевское) — владельческое село 1-го стана Звенигородского уезда по правую сторону Ново-Калужского тракта из Москвы на село Нара Верейского уезда, в 30 верстах от уездного города и 18 верстах от становой квартиры, при речке Ликове, с 13 дворами и 96 жителями (44 мужчины, 52 женщины).
По данным на 1899 год — село Перхушковской волости Звенигородского уезда с 91 жителем и земской школой.
В 1913 году — 24 двора и земское училище.
По материалам Всесоюзной переписи населения 1926 года — деревня Внуковского сельсовета Козловской волости Московского уезда Московской губернии в 1,5 км от Боровского шоссе и 2,5 км от станции Внуково Московско-Киево-Воронежской железной дороги, проживало 167 жителей (80 мужчин, 87 женщин), насчитывалось 38 хозяйств, из которых 30 крестьянских, имелись школа и школа-семилетка.
- 1929—1960 гг. — населённый пункт в составе Кунцевского района Московской области.
- 1960—1963 гг. — в составе Ульяновского района Московской области.
- 1963—1965 гг. — в составе Звенигородского укрупнённого сельского района Московской области.
- 1965—2012 гг. — в составе Ленинского района Московской области[20].
- 1 июля 2012 года деревня вошла в состав Москвы.

## Достопримечательности

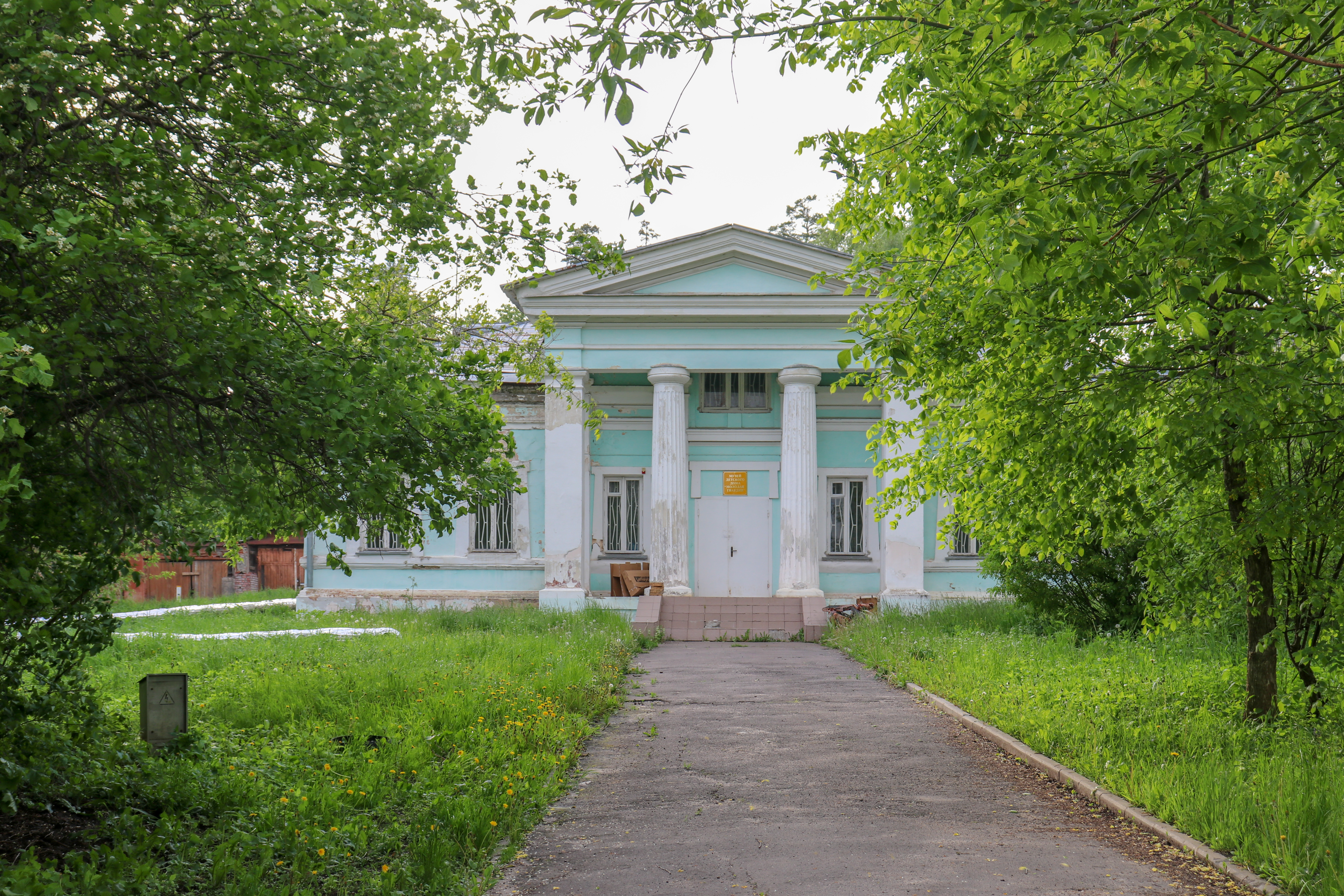
Усадьба «Изварино»

- Ильинская церковь (1904 г.), арх. Н. Садовников, Б. Шнауберт[21][22].
- На противоположном берегу реки — руины усадьбы «Изварино» (середина XIX века)[23].

## Интересные факты
Последнее, третье здание изваринской школы, основанной в Изварине в 1896 году, было построено в 1961 году несколько в стороне от Изварина и территориально к Изварину не относится. Место вокруг школы получило название посёлок Изваринской школы.